# Dominique Scheder
Dominique Scheder, né le 8 mars 1948 à Yverdon-les-Bains, est un poète, chanteur, psychologue, musicien et écrivain vaudois.

## Biographie
Dominique Scheder commence la chanson après des études en psychologie à Genève avec une licence obtenue en 1976. En 1980, sa carrière artistique est brisée par l'irruption de la maladie (schizophrénie). En 1988, il tente un retour à la scène.
Vers 1980, cofondateur et animateur du GRAAP groupe romand d'accueil et d'action psychiatrique, Dominique Scheder utilise son expérience pour aider et soutenir les personnes atteintes de troubles psychiatriques.
En 2001, il sort un livre album À quoi ça rime un recueil de ses textes et chansons.
En 2004, Dominique Scheder publie un roman autobiographique L'auto jaune, suivi en 2007 par Grains de ciel. Il a également sorti 6 albums. 